# أوريلي لوهاكا
أوريلي لوهاكا (بالفرنسية: Aurélie Luhaka)‏ مواليد 19 أبريل 1992، هي لاعبة كرة يد كونغولية تلعب كظهير أيسر. مثلت منتخب جمهورية الكونغو الديمقراطية لكرة اليد للسيدات.

## سجل المنافسة
شاركت في البطولات التالية:
- بطولة العالم لكرة اليد للسيدات 2015

## روابط خارجية
- أوريلي لوهاكا على موقع الاتحاد الأوروبي لكرة اليد (الإنجليزية)